# Julius Forssman
Julius Forssman (* 8. September 1879 in Sankt Petersburg, Russisches Kaiserreich; † 18. Januar 1952 in Leipzig, DDR) war ein deutsch-baltischer Germanist, Slawist und Skandinavist.

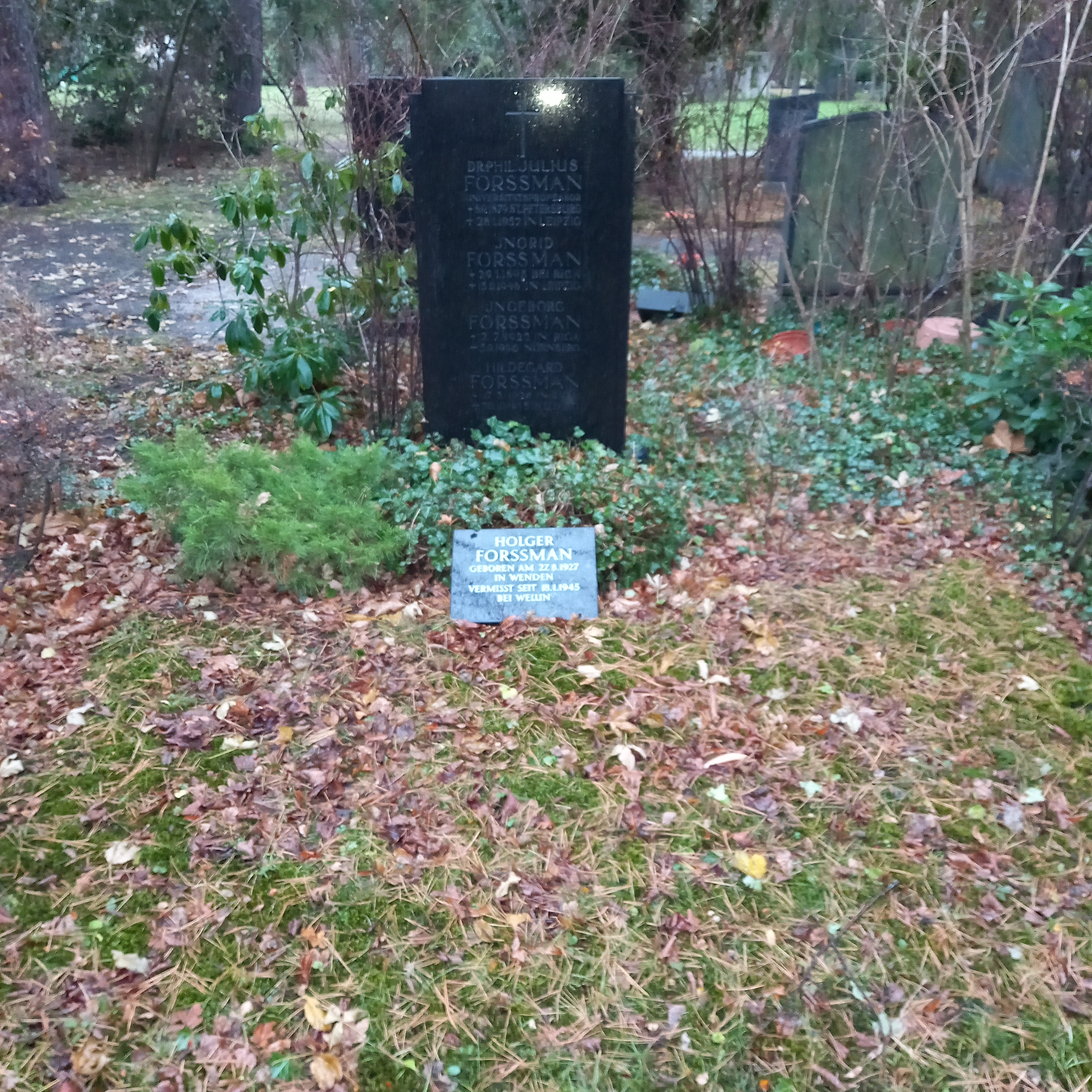
Das Grab von Julius Forssman und seiner Ehefrau Ingrid geborene Flach auf dem Südfriedhof (Leipzig)

## Leben
Forssman studierte ab 1898 Germanistik, Slawistik, Anglistik, Philosophie und Geschichte an der Universität Sankt-Peterburg mit dem Abschluss 1903. 1904 leistete er seinen Wehrdienst in Russland. Ab 1904 war er Lehrer an verschiedenen Schulen in St. Petersburg. Er erhielt dort 1908 seinen russischen Doktortitel (Habilitation) und war dort bis 1918 Privatdozent für Germanistik. Außerdem unternahm er von 1905 bis 1912 mehrere Studienreisen nach Großbritannien und Deutschland. 1915 bis 1918 leitete er die deutsche Abteilung der Pädagogischen Hochschule für Frauen in Sankt Petersburg. 1919/20 war er stellvertretender Lektor in Helsinki (Universität und Handelshochschule). Von 1921 bis 1939 war er Lehrer am Deutschen Gymnasium in Riga. Außerdem war er ab 1923 Studienrat und Dozent am Herder-Institut Riga. 
1939 zog er nach Posen (wo er bis zur Flucht 1945 blieb), nachdem er einen Ruf an die Reichsuniversität Posen erhalten hatte. Zunächst war er dort 1940/41 Lehrer. 1942 erhielt er den Dr. phil. vom Reichsministerium für Erziehung und Wissenschaft.
Von 1941 bis 1945 war er planmäßiger außerordentlicher Professor für Indogermanistik und Nordische Philologie an der Reichsuniversität Posen. Am 4. September 1941 beantragte er die Aufnahme in die NSDAP und wurde zum 1. November 1942 aufgenommen (Mitgliedsnummer 9.229.551). Von 1941 bis 1944 war er Mitglied im NSDB sowie im Reichskolonialbund. Nach dem Zweiten Weltkrieg war er 1945 bis 1946 Privatdozent an der Universität Leipzig, danach nichtplanmäßiger außerordentlicher Professor für Didaktik der russischen Sprache und Kultur und 1948 bis 1952 Professor mit vollem Lehrauftrag für Russisch. 1947 wurde er Mitglied des Freien Deutschen Gewerkschaftsbundes.
1920 heiratete er Ingrid Amalie Flach. Er ist der Vater von Bernhard Forssman, der später auch einige seiner Schriften herausgab.

## Schriften
- Rationalismus und Intuition in H. von Kleist's Seelenhaltung und Dichtung, Riga 1928.
- J. K. Lavater und die religiösen Strömungen des achtzehnten Jahrhunderts, Riga 1935.
- Probleme der Runenforschung, Riga 1939.
- Der nordische Einschlag in der russischen Staatswerdung, Posen 1941.
- Wikinger im osteuropäischen Raum mit besonderer Berücksichtigung des Warthelandes, Posen 1944.
- Der nordische Einfluß auf Sprache und Volksdichtung der Großrussen, 1945.
- Skandinavische Spuren in der altrussischen Sprache und Dichtung, München 1967.
- Die Beziehungen altrussischer Fürstengeschlechter zu Westeuropa, Bern 1970.
- Herausgeber: Michail Lermontov. Gedichte in Auswahl, Böhlau 1947